# أكسيد تنغستن رباعي
 أكسيد تنغستن رباعي مركب كيميائي له الصيغة WO2 ، ويكون على شكل بلورات لونها برونزي.